# Gonomyia fulvipennis
Gonomyia fulvipennis är en tvåvingeart som beskrevs av Alexander 1968. Gonomyia fulvipennis ingår i släktet Gonomyia och familjen småharkrankar. Inga underarter finns listade i Catalogue of Life.